# Georges Halais
Georges Halais (né le 17 août 1893 à Neuvy-sur-Loire et mort le 9 octobre 1945 à Nice) est un entrepreneur français.

## Biographie
Avec sa société, Georges Halais, constituée à compter du 1er janvier 1933, il est l'inventeur de l’éclairage moderne avec, comme première application, l’éclairage par rampes lumineuses des quelque 2 000 mètres de coursives du paquebot Normandie qui fut, à l’époque, le plus grand paquebot au monde.
Pour la décoration intérieur du Normandie, on fait appel à Georges Halais, spécialiste de l'acier inoxydable, qui en fournit plus de 50 000 kg, sous des formes très diverses : équipements des 300 salles de bain, poignées de porte, parties métalliques des appartements de grand luxe et de luxe. Il s'agit là de la première utilisation à grande échelle de l'acier inoxydable pour la décoration d'un paquebot, après les timides expériences menées sur le Colombie, puis sur le Champlain,.